# Tolpia lobifera
Tolpia lobifera är en fjärilsart som beskrevs av George Francis Hampson 1926. Tolpia lobifera ingår i släktet Tolpia och familjen nattflyn. Inga underarter finns listade i Catalogue of Life.